# Idioma bariai
Bariai (también conocido como Kabana) es una lengua austronesia de Nueva Bretaña.

## Nombre
El nombre Bariai, literalmente 'en el manglar', se deriva de 'mangle' + -eai 'sufijo locativo'. El nombre alternativo Kabana proveniente del idioma Amara, que significa "extranjero".

## Otras lecturas
- Gallagher, Steve (2001). Organised Phonology Data.
- Gallagher, Steve; Baehr, Peirce (2005). Bariai Grammar Sketch. Archivado desde el original el 25 de junio de 2018. Consultado el 25 de junio de 2018.
- Gallagher, Steve (2008). Bariai Dictionary.